# Стивенсон, Чарльз
Чарльз Кларк Стивенсон (англ. Charles Clark Stevenson, 20 февраля 1826 — 21 сентября 1890) — пятый губернатор штата Невада в период с 1887 по 1890 год, член Республиканской партии США, брат предпоследнего губернатора территории Айдахо Эдварда Стивенсона.

## Биография
Родился 20 февраля 1826 года в городе Фелпс, штат Нью-Йорк. Учился в школах Канады и Мичигана. В ноябре 1848 года женился на Маргарет М. Роджерс, которая родила ему сыновей Эварда и Лу. Развод между супругами был оформлен в 1880 году в Вирджиния-Сити, Невада. 20 июня 1881 года Стивенсон женился на Эллен Мэри Фрэри в Сан-Франциско.

## Карьера
В 1859 году переехал в Офир, где работал в горном деле, мельничном и сельском хозяйстве. Он стал совладельцем кварцевой шахты Купера и Стивенсона.
Был избран в сенат Невады в качестве представителя округа Стори на три срока. Был делегатом в Республиканском национальном Конвенте в 1872 и 1884 годах. Также на протяжении 11 лет (1875—1887) занимал должность регента Университета Невады.
Был губернатором Невады с 1886 до 1890 год. За это время были приняты программы поддержки скота и сельского хозяйства, создана индейская школа Стюарта, а университет был реконструирован.